# Mare Radio

Senderlogo von Bremen Zwei

Mare Radio ist eine Radiosendung von Radio Bremen, die seit 2004 regelmäßig auf Bremen Zwei (ehem. Nordwestradio) ausgestrahlt wird. Unter wechselnden Oberthemen beschäftigt sich die Sendung mit wissenschaftlichen und kulturellen Themen rund um die Weltmeere. Dabei soll „das kulturbildende Wesen des Meeres“ im Radio abgebildet werden.

## Inhalte
Jede Sendung hat ein eigenes Oberthema, dessen verschiedene Aspekte in Form von Reportagen, längeren Interviews und Beiträgen abgebildet werden sollen. Die erste Mare-Sendung am 1. Februar 2004 trug den Titel „Inseln“, weitere Themen waren u. a. „Schall und Rauch“, „Grün“, „Durchblick“ und „Glubsch und Glibber“. Bestandteil jeder Ausgabe sind eine Koch-Kolumne des Dramaturgen Hans Helge Ott alias „Captain Cook“ sowie das Mare-Rätsel. Zu gewinnen gibt es dabei jeweils ein Jahresabo der Zeitschrift mare des gleichnamigen Verlages, mit dem die Redaktion der Sendung kooperiert.
Ausgestrahlt wird die Sendung immer am ersten Sonntag eines Monats zwischen 12 und 14 Uhr. Zur vollen Stunde werden Nachrichten gesendet, halbstündlich sind zudem Wetter und Verkehrsservice Bestandteil der Sendung, die live moderiert wird. Moderatoren sind abwechselnd Katrin Krämer, Stefanie Pesch und Nikolas Golsch. Ehemalige Moderatoren sind Silke Behl und Stefan Pulß. Mare Radio wird in der Regel am zweiten Samstag eines Monats ab 18 Uhr auf Bremen Zwei wiederholt und steht nach der Ausstrahlung auch als Podcast auf der Website des Senders zur Verfügung.

## Besondere Sendungen
Am 2. Januar 2005 befasste sich eine Sondersendung mit der Flutkatastrophe in Südostasien, ausgelöst durch das Seebeben im Indischen Ozean. Im Gespräch mit Experten und Korrespondenten richtete Moderatorin Katrin Krämer einen Blick auf die Ereignisse und Folgen. Ein Jahr später, am 1. Januar 2006, war der Tsunami noch einmal Thema einer Spezialausgabe, in der Moderatorin Silke Behl u. a. die Frage stellte, welche Konsequenzen aus der Katastrophe gefolgt sind.
Am 5. Mai 2012 sendete Moderator Stefan Pulß die 100. Mare-Sendung und präsentierte darin Reportagen und Berichte aus den vergangenen 99 Sendungen.
In den Jahren 2018 und 2019 entstand je eine Sendung als Live-Aufzeichnung während einer Schiffsfahrt mit Hörern der Sendung auf der Weser. Die Redaktion der Sendung charterte dazu den Ausflugsdampfer „Gräfin Emma“.
Am 2. August 2020 wurde die Sendung zum 200. Mal ausgestrahlt und würdigte dies mit einer Jubiläumssendung unter dem Titel „200 – Das Beste aus 199 Sendungen“. Darin präsentierte Moderatorin Katrin Krämer ein Best Of der Reportagen aus dem Archiv der vergangenen 16 Jahre.
Das Internationale Korallenriff-Symposium (ICRS), das 2022 in Bremen und damit erstmals auf europäischem Boden stattfand, war Anlass für eine Sondersendung am 3. Juli 2022. Moderator Nikolas Golsch führte darin Gespräche mit an der Konferenz beteiligten Wissenschaftlern und beleuchtete die Folgen und Ursachen des Korallensterbens.